# 和爾桃子
和爾 桃子（わに ももこ）は、日本の翻訳家。慶應義塾大学文学部中退。日本推理作家協会会員。
ロバート・ファン・ヒューリックの「ディー判事シリーズ」の全作品の新訳を担当するなど、東洋を舞台とした英米のミステリ・ファンタジーを主に翻訳。

## 訳書一覧
- 『ハリー・ポッターの魔法世界ガイド』（The Sorcerer's Companion、アラン・ゾラ・クロンゼック / エリザベス・クロンゼック、早川書房） 2001
- 『マグルのためのハリー・ポッター魔法百科』（Harry Potter's Muggles' Guide to Magic、デイヴィッド・B・マウサー、早川書房） 2002
- 『大好きなハリー・ポッターへ : 世界の子どもたちより』（Kid's Letters to Harry Potter、ビル・アドラー、編訳、早川書房） 2002
- 『鳥姫伝』（Bridge of Birds、バリー・ヒューガート 、早川書房、ハヤカワ文庫FT） 2002
- 『霊玉伝』（The Story of the Stone、バリー・ヒューガート、早川書房、ハヤカワ文庫FT） 2003
- 『八妖伝』（Eight Skilled Gentlemen、バリー・ヒューガート、早川書房、ハヤカワ文庫FT） 2003
- 『ブラッド・プライス - 血の召喚 -』（Blood price、タニア・ハフ、早川書房、ハヤカワ文庫FT） 2005
- 『アゴールニンズ』（Tooth and Claw、ジョー・ウォルトン、早川書房） 2005、のち改題『ドラゴンがいっぱい!：アゴールニン家の遺産相続奮闘記』（ハヤカワ文庫 FT） 2008
- 『ヴァンパイアはご機嫌ななめ』（Undead and Unwed、メアリジャニス・デヴィッドスン、早川書房） 2006
- 『白薔薇と鎖』（The White Rose Murders 、ポール・ドハティ、早川書房、ハヤカワ・ミステリ） 2006
- 『ママは悪魔ハンター』（Carpe demon、ジュリー・ケナー、早川書房） 2006
- 『ナツメグの味』（The Touch of Nutmeg Make It、ジョン・コリア、垂野創一郎,小池滋,吉村満美子共訳、河出書房新社、Kawade mystery） 2007
- 『緑の瞳のアマリリス』（Amaryllis、ジェイン・アン・クレンツ、早川書房、ハヤカワ文庫SF） 2007
- 『イスタンブールの群狼』（The Janissary Tree、ジェイソン・グッドウィン、早川書房、ハヤカワ・ミステリ文庫） 2008
- 『教会の悪魔』（Satan in St.Mary's、ポール・ドハティ、早川書房、ハヤカワ・ミステリ）  2008
- 『護られし者 1 (萌芽)』（The Painted Man、ピーター・V・ブレット、早川書房、ハヤカワ文庫FT） 2008
- 『護られし者 2 (代償)』（ピーター・V・ブレット、早川書房、ハヤカワ文庫FT） 2008
- 『護られし者 3 (攻勢)』（ピーター・V・ブレット、早川書房、ハヤカワ文庫FT） 2009
- 『イスタンブールの毒蛇』（The Snake Stone、ジェイソン・グッドウィン、早川書房、ハヤカワ・ミステリ文庫） 2009
- 『剣姫 : グレイスリング』（Graceling、クリスティン・カショア、早川書房、ハヤカワ文庫FT） 2011
- 『アルフハイムのゲーム : 特務探査官リーラ・ブラック』（Keeping It Real、ジャスティナ・ロブソン、早川書房、ハヤカワ文庫SF） 2012
- 『ZOO CITY』（Zoo City、ローレン・ビュークス、早川書房、ハヤカワ文庫SF） 2013
- 『犬猫探偵と月曜日の嘘』（Collared - A GIn & Tonic Mystery、L・A・コーネツキー、ヴィレッジブックス） 2013
- 『スペシャリテには罠をひとさじ』（Sweet Revenge、アンドレア・ペンローズ、ヴィレッジブックス）  2014
- 『ささやかで大きな嘘』上・下（Big Lottle Lies、リアーン・モリアーティ、東京創元社、創元推理文庫） 2016
- 『エルフ皇帝の後継者』上・下（The Goblin Emperor、キャサリン・アディスン、東京創元社、創元推理文庫） 2016

### ロバート・ファン・ヒューリック
- 『真珠の首飾り』（Necklace and calabash、ロバート・ファン・ヒューリック、早川書房、ハヤカワ・ミステリ）   2001
- 『雷鳴の夜』（The Haunted monastery、ロバート・ファン・ヒューリック、早川書房、ハヤカワ・ミステリ） 2003
- 『観月の宴』（Poets and murder、ロバート・ファン・ヒューリック、早川書房、ハヤカワ・ミステリ） 2003
- 『紅楼の悪夢』（The Red pavilion、ロバート・ファン・ヒューリック、早川書房、ハヤカワ・ミステリ） 2004
- 『五色の雲』（Judge Dee at work、ロバート・ファン・ヒューリック、早川書房、ハヤカワ・ミステリ） 2005
- 『柳園の壺』（The Willow pattern、ロバート・ファン・ヒューリック、早川書房、ハヤカワ・ミステリ） 2005
- 『南海の金鈴』（Murder in canton、ロバート・ファン・ヒューリック、早川書房、ハヤカワ・ミステリ） 2006
- 『白夫人の幻』（The Emperor's pearl、ロバート・ファン・ヒューリック、早川書房、ハヤカワ・ミステリ） 2006
- 『北雪の釘』（The Chinese nail murders、ロバート・ファン・ヒューリック、早川書房、ハヤカワ・ミステリ） 2006
- 『東方の黄金』（The Chinese gold murders、ロバート・ファン・ヒューリック、早川書房、ハヤカワ・ミステリ） 2007
- 『紫雲の怪』（The Phantom of the temple、ロバート・ファン・ヒューリック、早川書房、ハヤカワ・ミステリ） 2008
- 『江南の鐘』（The Chinese bell murders、ロバート・ファン・ヒューリック、早川書房、ハヤカワ・ミステリ） 2008
- 『沙蘭の迷路』（The Chinese maze murders、ロバート・ファン・ヒューリック、早川書房、ハヤカワ・ミステリ） 2009
- 『水底の妖』（The Chinese lake murders、ロバート・ファン・ヒューリック、早川書房、ハヤカワ・ミステリ） 2009
- 『螺鈿の四季』（The Lacquer screen、ロバート・ファン・ヒューリック、早川書房、ハヤカワ・ミステリ） 2010
- 『寅申の刻(とき)』（The Monkey and the tiger、ロバート・ファン・ヒューリック、早川書房、ハヤカワ・ミステリ） 2011

### ジャクリーン・ケアリー
- 『クシエルの矢 1 (八天使の王国) 』（Kushiel's Dart、ジャクリーン・ケアリー、早川書房、ハヤカワ文庫FT） 2009
- 『クシエルの矢 2 (蜘蛛たちの宮廷)』（ジャクリーン・ケアリー、早川書房、ハヤカワ文庫FT） 2009
- 『クシエルの矢 3 (森と狼の凍土)』（ジャクリーン・ケアリー、早川書房、ハヤカワ文庫FT） 2009
- 『クシエルの使徒 1 (深紅の衣)』（Kushiel's Chosen、ジャクリーン・ケアリー、早川書房、ハヤカワ文庫FT） 2009
- 『クシエルの使徒 2 (白鳥の女王)』（ジャクリーン・ケアリー、早川書房、ハヤカワ文庫FT） 2010
- 『クシエルの使徒 3 (罪人たちの迷宮)』（ジャクリーン・ケアリー、早川書房、ハヤカワ文庫FT） 2010
- 『クシエルの啓示 1 (流浪の王子)』（Kushiel's Avatar、ジャクリーン・ケアリー、早川書房、ハヤカワ文庫FT） 2010
- 『クシエルの啓示 2 (灼熱の聖地)』（ジャクリーン・ケアリー、早川書房、ハヤカワ文庫FT） 2010
- 『クシエルの啓示 3 (遥かなる道)』（ジャクリーン・ケアリー、早川書房、ハヤカワ文庫FT） 2010

### サキ
- 『クローヴィス物語』（The Chronicles of Clovis、サキ、白水社、白水Uブックス） 2015
- 『けだものと超けだもの』（Beasts and Super-Beasts、サキ、白水社、白水Uブックス） 2016
- 『平和の玩具』（The Toys of Peace、サキ、白水社、白水Uブックス） 2017
- 『四角い卵』（The Square Egg、サキ、白水社、白水Uブックス） 2017

### ジョン・ディクスン・カー
- 『蝋人形館の殺人』（The Corpse in the Waxworks、ジョン・ディクスン・カー、東京創元社、創元推理文庫） 2012
- 『夜歩く』（It Walks by Night、ジョン・ディクスン・カー、東京創元社、創元推理文庫） 2013
- 『髑髏城』（Castle Skull、ジョン・ディクスン・カー、東京創元社、創元推理文庫） 2015
- 『絞首台の謎』（The Lost Gallows、ジョン・ディクスン・カー、東京創元社、創元推理文庫） 2017